# Laredo (Texas)
Laredo ist eine Stadt im US-Bundesstaat Texas am Nordufer des Rio Grande an der Grenze zu Mexiko. Das U.S. Census Bureau hat bei der Volkszählung 2020 eine Einwohnerzahl von 255.205 ermittelt. Laredo ist Verwaltungssitz des Webb County. Zur einwohnerreicheren mexikanischen Schwesterstadt Nuevo Laredo am gegenüber gelegenen Südufer des Rio Grande führen vier Straßenbrücken und eine Eisenbahnbrücke.

## Geschichte

### The City under seven Flags
Laredos Spitzname The City under seven Flags (die Stadt unter sieben Flaggen) deutet auf die Geschichte der Stadt hin und die sieben Staaten, zu denen Laredo gehörte:
- (Kolonialreich) Spanien (Neuspanien)
- Königreich Frankreich
- Mexiko
- Unabhängige Republik von Rio Grande
- Republik Texas
- Konföderierte Staaten von Amerika
- USA

### Geschichtliche Übersicht
Die Stadt wurde 1755 gegründet. Zu dieser Zeit wurde die Region Nuevo Santander genannt und war Teil der spanischen Kolonie Neuspanien. 1840 war Laredo die Hauptstadt der ‚Unabhängigen Republik von Rio Grande‘. 1846 wurde die Stadt durch die Texas Ranger besetzt.
Die Stadt ist stark geprägt durch ihre wirtschaftliche Lage als Grenz- und Handelsstadt an den großen Verkehrsstraßen Nordamerikas und hat in den letzten Jahrzehnten dadurch einen starken Aufschwung der Wirtschafts- und vor allem Einwohnerzahlen erlebt.
Die Stadt ist überregional bekannt als Veranstaltungsort der Washington’s Birthday Celebration, eine fast einen Monat andauernde Feier zu Ehren George Washingtons. Die Feierlichkeiten schließen mehrere Festivals ein und ziehen jährlich ca. 400.000 Besucher an. Sie finden jedes Jahr Ende Januar bis Mitte Februar statt.
Laredo ist seit 3. Juli 2000 Sitz des Bistums Laredo. Hauptkirche ist die Cathedral of San Agustin.

## Demografische Daten
Dem amerikanischen Census Bureau zufolge ist Laredo damit die am zweitschnellsten wachsende Stadt (nach Las Vegas, Nevada) der USA. Laredos Bevölkerungszahl ist somit in den letzten 10 Jahren um ca. 2,5 % pro Jahr (oder mehr als 33 % insgesamt) gewachsen. Gemäß der letzten US-Volkszählung (von 2010) ist Laredo zudem die Großstadt mit dem höchsten Anteil an lateinamerikanischstämmigen Bewohnern in den USA (95,6 %).

## Wirtschaftliche Lage
Laredo ist einer der ältesten Grenzpunkte zwischen USA und Mexiko, 2005 wurde der 250. Geburtstag der Stadt gefeiert.
Der Grenzübergang Laredo-Nuevo Laredo wurde 1851 der erste „offizielle“ Eintrittspunkt auf der US-Mexiko-Grenze.
Laredo liegt an der Interstate 35 und profitiert von der Lage am Pan-American High Way Panamericana, der Kanada mit Mexiko und Südamerika verbindet. In Laredo bündeln sich wichtige Highway- und Eisenbahnverbindungen aus Mexiko – auch aus der großen Industrieregion an der Grenze – mit zwei wichtigen U.S.-Bahnverbindungen und der Interstate 35.
Da Mexiko seit 2019 China als Haupthandelspartner der USA ersetzte, hat dies Folgen für Laredo: Mehr als 830 Firmen in Laredo sind im Handels- und Transportgeschäft tätig. Mehr als 700 der Fortune 1000 (die 1000 größten Unternehmen der USA, gemessen an Umsatz) handeln international via Laredo.
Im März 2019 belief sich der Handel über den Grenzübergang Laredo auf 20 Mrd. USD. Damit ist er der umsatzstärkste Grenzübergang der USA vor dem Hafen von Los Angeles mit 19,66 Mrd. USD. Der Umschlag über Laredo stieg gegenüber Februar 2019 um 9,52 % – jener in Los Angeles sank um 10,01 %. Im Jahre 2018 überstieg das Handelsvolumen über Laredo 228 Milliarden US-Dollar. Im Hafen von Los Angeles machte der Handel mit China 2018 51 % des Umsatzes aus. Über Laredo wickelt man mehr als 97 % des Handels nur mit Mexiko ab. In Los Angeles importiert man technische und Bekleidungs-Artikel – meist aus Asien. In Laredo importiert man vor allem Autos, Autoteile, Futter- und Nahrungsmittel.
Vier vom Laredo International Bridge System der City of Laredo betriebene Straßenbrücken führen über den Rio Grande:
- die Gateway to the Americas Bridge (Bridge N° 1 – Fußgänger- und nichtkommerzieller Verkehr),
- die Juárez–Lincoln International Bridge (Bridge N° 2 – nichtkommerzieller Verkehr),
- die Colombia Solidarity Bridge (Bridge N° 3 – kommerzieller und nichtkommerzieller Verkehr) und
- die World Trade Bridge (Bridge N° 4 – ausschließlich kommerzieller Verkehr).

Aufgrund des wachsenden Transportbedarfs soll künftig die Interstate 69 von Laredo aus östlich nach Houston führen und – über die Interstate 35 – Mexiko mit dem Osten von Texas und Louisiana verbinden.

## Rolle des mexikanischen Drogenkrieges in Laredo und Nuevo Laredo
Durch ihre Stadtrolle als größter Grenzübergang der USA ist der Drogenschmuggel aus Mexiko ein Problem. Während auf amerikanischer Seite gewalttätige Auseinandersetzungen die Ausnahme sind, fordert die Gewalt auf mexikanischer Seite in Nuevo Laredo zwischen mehreren Kartellen zivile Opfer. Bis Ende 2011 wurden mehr als 47.000 Menschen Opfer des Drogenkrieges: Daher meiden viele Einwohner in Laredo, trotz Familie auf mexikanischer Seite, den Grenzübergang (vgl. Nuevo Laredo und Drogenkrieg in Mexiko). Die Schwesterstadt Nuevo Laredo ist seit 2006 Schauplatz vieler Schießereien, Entführungen und brutaler Gewalttaten. Anfang Mai 2012 fand man beispielsweise 23 Leichen. Die Stadt ist berüchtigt aufgrund der Ermordung bedeutender Journalisten und Blogger, die über lokale Aktivitäten von Drogen-Kartellen wie Los Zetas berichteten. Die Kartelle versuchen bei Anschlägen zumeist durch Nachrichten oder öffentlich ausgerollte Banner andere Kartelle, die zivile Bevölkerung und Politiker einzuschüchtern. Im Falle des Journalismus versuchen die Kartelle kritische Berichte zu unterdrücken.
Nuevo Laredo ist einer der härtest umkämpften Eintrittspunkte zu Texas und in die USA neben Ciudad Juárez und dem Rio-Grande-Valley um Ciudad Mier. Vielen Berichten zufolge organisiert das Los-Zetas-Kartell von Nuevo Laredo aus Operationen in Mexiko und im texanischen Laredo.
Daher gibt es „Check Points“ an allen Straßen und Highways außerhalb Laredos in die USA hinein, an denen die United States Border Patrol Passanten u. a. mit Passkontrollen und Drogen-Spürhunden kontrolliert. Die Zahl von Morden, Festnahmen, Verurteilungen und die starke Präsenz der Border Patrol legen nahe, dass Laredo über die Rolle einer Durchgangsstation hinaus in den mexikanischen Drogenkrieg hineingezogen wurde.

## Trivia
Seit Schließung der einzigen Buchhandlung der Stadt Anfang 2010 gilt Laredo in den US-Medien als vielleicht größte US-Stadt ohne Buchhändler.
Javier Pena, eine der Hauptfiguren aus der Netflix-Serie „Narcos“, stammt ursprünglich aus Laredo.
Im Film Terminator: Dark Fate ist Laredo der Wohnort des T-800.
Laredo ist nach Einwohnerzahlen die drittgrößte US-amerikanische Grenzstadt nach San Diego und El Paso sowie die zehntgrößte Stadt des Bundesstaats Texas.
Eine besonders üppige Ausstattungsvariante des Jeep CJ-7 wurde nach der Stadt benannt.

## Städtepartnerschaften
Als Partnerstädte nennt Laredo:
| Stadt                   | Land                         |
| ----------------------- | ---------------------------- |
| Acámbaro                | Guanajuato, Mexiko           |
| Campeche                | Mexiko                       |
| Cerralvo                | Nuevo León, Mexiko           |
| Chenzhou                | Hunan, Volksrepublik China   |
| Ciénega de Flores       | Nuevo León, Mexiko           |
| Ciudad Valles           | San Luis Potosí, Mexiko      |
| Cuernavaca              | Morelos, Mexiko              |
| General Escobedo        | Nuevo León, Mexiko           |
| General Terán           | Nuevo León, Mexiko           |
| Guadalajara             | Jalisco, Mexiko              |
| Guadalupe               | Nuevo León, Mexiko           |
| Jerez de García Salinas | Zacatecas, Mexiko            |
| La Cruz                 | Guanacaste, Costa Rica       |
| Lampazos                | Nuevo León, Mexiko           |
| Laredo                  | Kantabrien, Spanien          |
| Lázaro Cárdenas         | Michoacán, Mexiko            |
| León                    | Guanajuato, Mexiko           |
| Los Herreras            | Nuevo León, Mexiko           |
| Lower Hutt              | Wellington, Neuseeland       |
| Mexticacán              | Jalisco, Mexiko              |
| Monclova                | Coahuila, Mexiko             |
| Montemorelos            | Nuevo León, Mexiko           |
| Murray Bridge           | South Australia, Australien  |
| Nuevo Laredo            | Tamaulipas, Mexiko           |
| Papantla                | Veracruz, Mexiko             |
| San Antonio de Areco    | Buenos Aires, Argentinien    |
| San Miguel de Allende   | Guanajuato, Mexiko           |
| Tainan                  | Taiwan                       |
| Tepatitlán              | Jalisco, Mexiko              |
| Tijuana                 | Baja California, Mexiko      |
| Tlahualilo              | Durango, Mexiko              |
| Tonalá                  | Jalisco, Mexiko              |
| Torreón                 | Coahuila, Mexiko             |
| Veracruz                | Mexiko                       |
| Wenzhou                 | Huadong, Volksrepublik China |
| Wuwei                   | Gansu, Volksrepublik China   |
| Zixing, Chenzhou        | Hunan, Volksrepublik China   |

## Söhne und Töchter der Stadt
- Jovita Idár (1885–1946), Journalistin, Lehrerin und Bürgerrechtlerin
- Walter Frank Woodul (1892–1984), Politiker
- Covey T. Oliver (1913–2007), Rechtswissenschaftler, Hochschullehrer und Diplomat
- Charles A. Corcoran (1914–2013), Generalleutnant der United States Army
- José Silva (1914–1999), Parapsychologe, Erfinder des „Ultramind ESP Programms“ und der „Silva Methode“
- Clementina Díaz y de Ovando (1916–2012), Autorin
- Peggy Webber (* 1925), Schauspielerin und Radioproduzentin
- Earlene Brown (1935–1983), Kugelstoßerin und Diskuswerferin
- Tom DeLay (* 1947), Politiker, Mitglied des US-Repräsentantenhauses
- Federico Peña (* 1947), Politiker, war unter Bill Clinton von 1993 bis 1997 Verkehrsminister
- Poncho Sanchez (* 1951), Latin-Jazz-Musiker, Salsa-Sänger, Orchesterleiter und Congaspieler
- Henry Cuellar (* 1955), Politiker
- Ramon Bejarano (* 1969), römisch-katholischer Geistlicher und Weihbischof in San Diego
- Kathleen King von Alvensleben (* 1969), amerikanisch-deutsche Architektin
- Alfonso Gomez-Rejon (* 1972), Filmregisseur und -produzent
- Edgar Valdez Villarreal (* 1973), mutmaßlicher Drogenhändler
- Tony Dalton (* 1975), Schauspieler und Drehbuchautor
- Elizabeth De Razzo (* 1980), Schauspielerin